# 1307 av. J.-C.
Cette page concerne l'année 1307 av. J.-C. du calendrier julien proleptique.

## Évènements

### Proche-Orient
- Règne de Adad-nerari Ier, roi d’Assyrie (fin en -1275).
  - Conflit entre Adad-nirâni et Nazi-Maruttash de Babylone. Les Assyriens sont victorieux et la frontière est reportée au sud du Zab inférieur.
  - Adad-nirâni Ier se heurte plusieurs fois aux Araméens qui nomadisent dans le nord de la Mésopotamie et dans la région de l’Euphrate. Profitant de la faiblesse momentanée des Hittites, reconquiert l’ancien Mitanni et soumet Shuttarna III, roi du Hanigalbat mis en place par Ashur-ubalit, puis son fils Wasashatta, qui se sont révoltés. Le royaume de Ninive atteint l’Euphrate.

## Naissances
- x

## Décès
- x